# Боровський Сергій Володимирович
Сергі́й Володи́мирович Боро́вський (біл. Сяргей Уладзіміравіч Бароўскі, нар. 29 січня 1956, Мінськ) — білоруський радянський футболіст, що грав на позиції захисника. Після завершення ігрової кар'єри — футбольний тренер. Майстер спорту СРСР міжнародного класу (1981). Наразі очолює тренерський штаб молодіжної збірної Казахстану.
Як гравець насамперед відомий виступами за «Динамо» (Мінськ), в якому провів всю свою кар'єру, а також національну збірну СРСР.

## Клубна кар'єра
Вихованець мінської СДЮШОР-5. Перший тренер — Леонід Лапунов. В 1972—1973 роках був гравцем складу дублерів футбольного клубу «Динамо» (Мінськ). З 1974 року — гравець основного складу. За 14 років у «Динамо» взяв участь у 400 матчах чемпіонату СРСР (з них 270 у вищій лізі), забив 8 голів (4 у вищій лізі). Був капітаном «Динамо» в 1984—1985 роках.
В єврокубкових змаганнях в 1983—1987 роках відіграв 19 матчів (Кубок чемпіонів — 6; Кубок УЄФА — 10; Кубок володарів Кубків — 3).

## Виступи за збірну
1981 року дебютував в офіційних матчах у складі національної збірної СРСР.
У складі збірної був учасником чемпіонату світу 1982 року в Іспанії.
Протягом кар'єри у національній команді, яка тривала 5 років, провів у формі головної команди країни 21 матч.

## Кар'єра тренера
Після завершення ігрової кар'єри з 1989 року приступив до тренерської діяльності. Працював головним тренером у клубах Білорусі («Молодечно», «Торпедо-МАЗ», «Білшина», «Динамо» (Брест)), Латвії («Вентспілс»), Молдови («Шериф»), України («Металург» (Запоріжжя)), Литви («Каунас», «Вітру»).
Двічі очолював національну збірну Білорусі. Під його керівництвом збірна здобула одну з найгучніших перемог у своїй історії — 1995 року над збірною Нідерландів (1:0), а також зазнала одну з найбільш несподіваних поразок — 2000 року від збірної Андорри (0:2).
У травні 2007 року приступив до роботи в штабі клубу «Торпедо» (Жодіно) як тренер-консультант. Через місяць був призначений спортивним директором мінського «Динамо», проте вже в грудні його на цій посаді змінив Геннадій Тумилович. 2008 року — тренер-консультант в «Торпедо» (Жодіно).
4 серпня 2009 року очолив СКВІЧ (Мінськ), що виступав у першій лізі. Під його керівництвом, команда посіла друге місце в сезоні 2010 року, але в перехідних матчах за право участі в вищій лізі в сезоні 2011 року двічі поступилася «Торпедо» (Жодіно). 12 грудня 2010 року закінчив 240-годинне навчання та отримав ліцензію Pro.
З 23 грудня 2010 року був головним тренером «Вітебська», але вже наступного року повернувся у СКВІЧ.
З 2012 року очолює тренерський штаб молодіжної збірної Казахстану.

## Досягнення

### Клубні
- Чемпіон СРСР: 1982
- Третій призер чемпіонату СРСР: 1983
- Фіналіст Кубка СРСР: 1987

### Індивідуальні
- в списках 33 найкращих футболістів сезону в СРСР (4): № 1 — 1982; № 3 — 1981, 1983; 1984
- Майстер спорту СРСР: 1979
- Майстер спорту СРСР міжнародного класу: 1981

### Як тренер
- Володар Кубка Молдови: 1999
- Чемпіон Литви: 2003
- Володар Кубка Білорусі: 2014